# Bagelkhand
Bagelkhand o Baghelkhand es una región y también una cadena montañosa en el centro de la India que cubre las regiones del noreste de Madhya Pradesh y una pequeña área del sureste de Uttar Pradesh.

## Historia

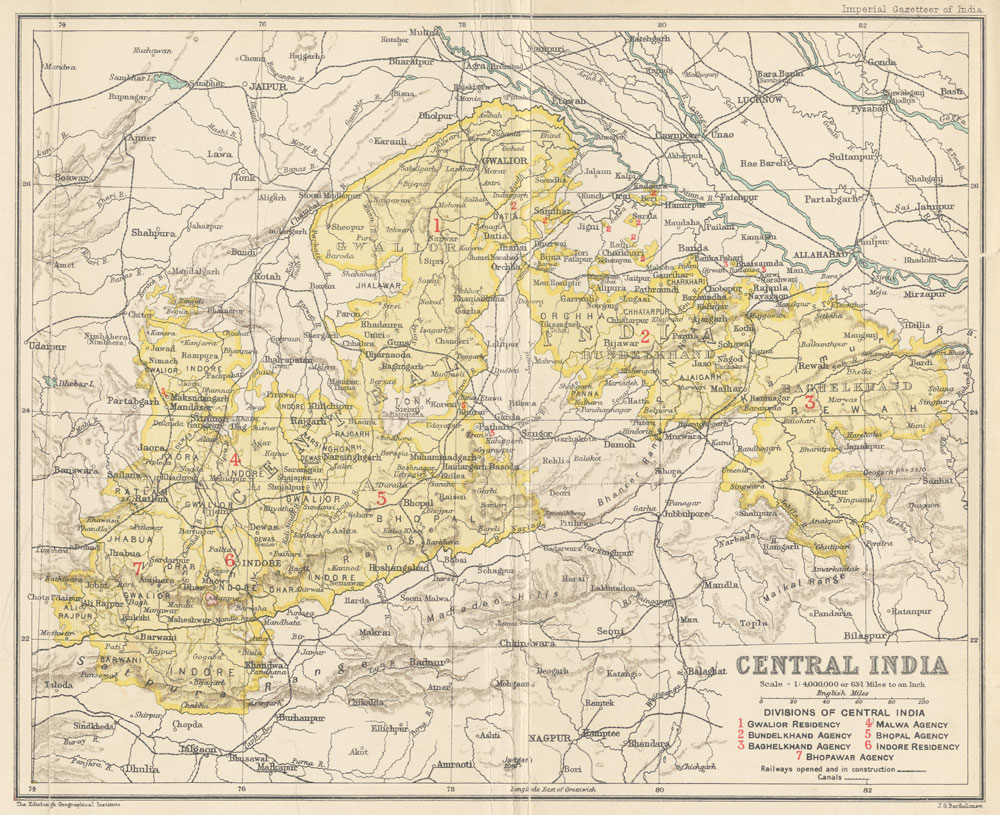
Mapa de la Agencia de la India Central con Bagelkhand en el extremo este.

### Dahala
Baghelkhand era conocido como Dahala entre los siglos VI y XII, cuando era un bastión de la dinastía Kalachuri en el Fuerte Kalinjar. El área obtuvo su nombre actual por los rajputs de Baghela en el siglo XIV, más tarde fue absorbida por el estado de Rewa.

### Agencia de Baghelkhand
La Agencia de Baghelkhand era una unidad política británica que gestionaba las relaciones de los británicos con varios estados principescos autónomos que existían fuera de la India británica, a saber, Rewa y 11 estados menores, de los cuales los más destacados eran Maihar, Nagod y Sohawal. Otros principados incluyen Jaso, Kothi, Baraundha (o Patharkachhar), así como la Kalinjar Chaubes, que consiste en los estados principescos de Paldeo, Kamta-Rajaula, Taraon, Pahra y Bhaisaunda.

## Geografía
Bagelkhand está rodeado por la llanura indogangética en el norte y el este, Bundelkhand en el oeste y la cordillera de Vindhya en el sur.

## Administración
Actualmente se divide entre los estados indios de Madhya Pradesh y Uttar Pradesh. Incluye los distritos de Rewa, Satna, Shahdol, Sidhi y Singrauli de Madhya Pradesh y Chitrakoot de Uttar Pradesh.

## Demografía
Los habitantes de Bagelkhand se llaman bagheli y hablan el idioma bagheli, que también se designa como dialecto del hindi.

## Otras lecturas
- Baghelkhand – Encyclopaedia Britannica

- Datos: Q3628827
- Multimedia: Baghelkhand / Q3628827